# Cryphia strobinoi
Cryphia strobinoi är en fjärilsart som beskrevs av Félix Dujardin 1972. Cryphia strobinoi ingår i släktet Cryphia och familjen nattflyn. Inga underarter finns listade i Catalogue of Life.